# 842 w literaturze
Wydarzenia literackie w 842 roku.

## Wydarzenia
- Przysięgi strasburskie, najstarszy zabytek języka francuskiego[1] i zabytek niemieckiego[2]